# Château de Tholet
Le château de Tholet est un château situé à Gabriac, dans le département de l'Aveyron, en France.

## Localisation
Le château est situé sur la commune de Gabriac, dans le département français de l'Aveyron sur le causse Comtal, au sud de la haute vallée du Lot.
Le hameau du Tholet, dont il tient son nom est situé à l'ouest du bourg, traversé par le GR 620, dans un environnement d'herbages, à 250 mètres au sud de la route départementale 988.

## Historique
Son existence est attestée en 1075. Sa construction est complétée à partir du XIIe siècle.
Le château a notamment appartenu à la famille de Solages, et entre autres à Guillaume de Solages (1350 (?)-1418), qui en a été un des personnages marquants, combattant les Anglais et conseillant le connétable d'Armagnac durant la guerre de Cent Ans. Au XVe et au XVIe siècle, les barons de Tholet, successivement François de Solages I, II et III, furent des personnages importants du Rouergue, et portèrent le titre de sénéchal du comté de Rodez. Ils transformèrent la place forte médiévale en manoir de style Renaissance.
Le château a échappé par deux fois au démantèlement. En 1626, sur ordre royal, les fortifications du nord du Rouergue devaient être détruites. Le chef de corps, Antoine de Grolée Montbreton, épousa l'héritière de la baronnie de Tholet, Marguerite de Solages, plutôt que de détruire le château. César de Grolée Viriville, un de leurs douze enfants, est né au château de Tholet. Il le vendit en 1686, au profit des transformations de son château de la Baume situé sur le plateau voisin de l'Aubrac. Le château a été totalement pillé en 1665, dans le cadre d'un sombre règlement de comptes familial. Une partie du logis Renaissance fut probablement ruinée à cette occasion.
En 1794, le fermier qui occupait les lieux refusa de démolir les tours et murs, comme le lui commandait l'agent national du district, qui avait déjà procédé à la vente des terres du château. Il indiqua que n'étant pas propriétaire, il n'avait pas à supporter le frais d'une telle disposition. L'affaire en resta là.
Marc-Antoine-François de Gaujal, avocat, conseiller à la Cour de cassation de Montpellier et historien réputé du Rouergue a été propriétaire du château de Tholet au XIXe siècle, par héritage de son père (Marc Antoine Dominique), Mousquetaire du Roy, qui l'avait acquis en 1768 mais avait subi sa confiscation de 1792 à 1796. En marge de ses ouvrages bien connus des spécialistes (Études Historiques sur le Rouergue), il a rédigé un manuscrit inédit sur l'histoire de Tholet. Son petit-fils Ferdinand de Gaujal cède le domaine en 1886.
De 1886 à 2007, le château et ses terres ont été la propriété de la famille Souyri, agriculteurs, sur trois générations (Pierre, André, Marc-André). Depuis cette date, des travaux de restauration ont débuté.
Depuis 2013, le château fait l'objet de visites guidées en juillet et août.
L'édifice a été inscrit dans sa totalité au titre des monuments historiques le 9 juillet 1946. Il dispose d'un riche fonds documentaire encore à étudier, éparpillé entre les archives départementales de l'Aveyron, les archives privées de la famille Solages (Tarn), celles du château de Labaume (Lozère) et celles de la Société des Arts & Lettres d'Aveyron (Rodez) notamment.

## Description

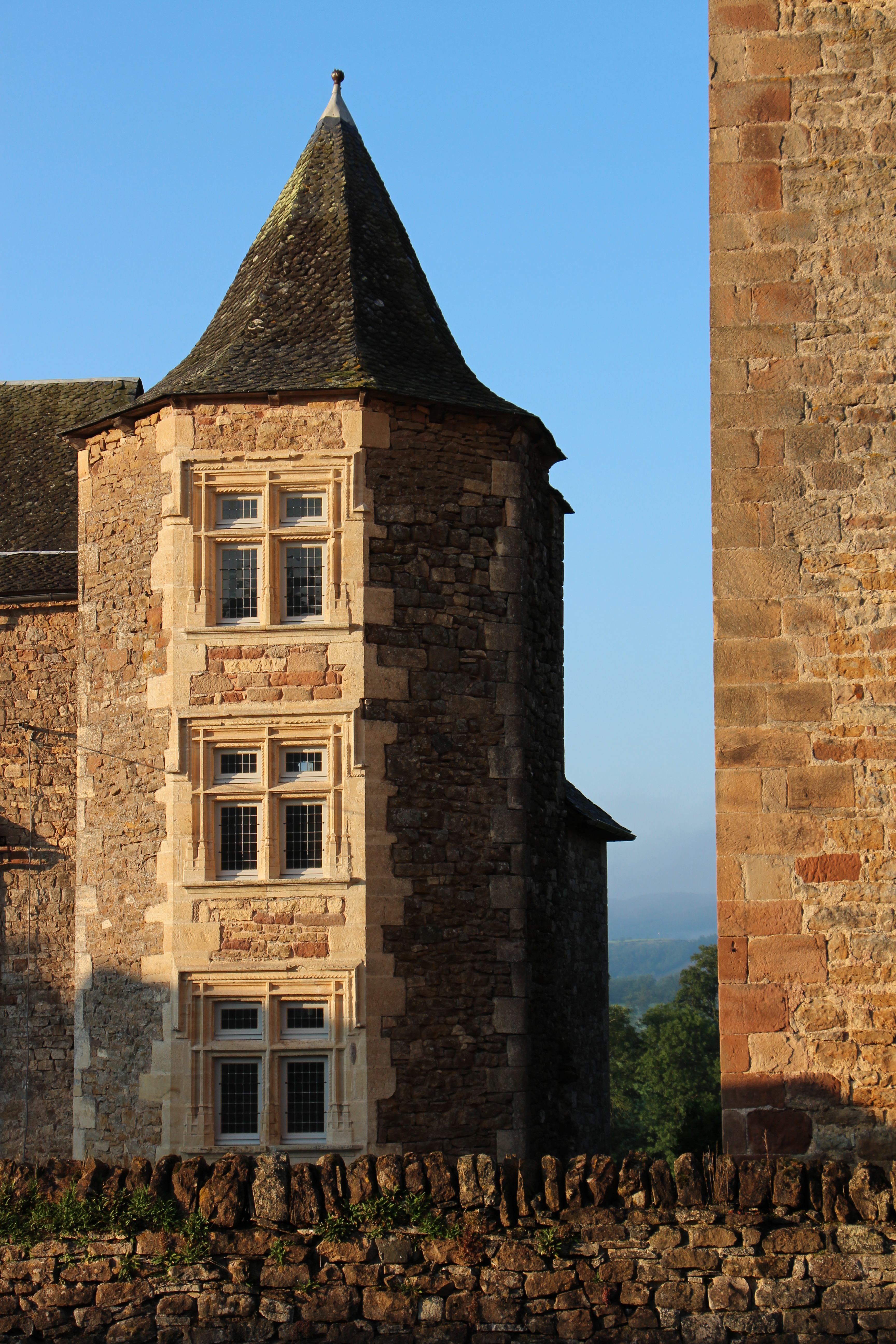
La tour hexagonale Renaissance du logis.

Le château de Tholet est d'abord une ancienne forteresse du Rouergue, dont il donne aujourd'hui encore une image assez fidèle. Il est un exemple rare de fortification régulière sur ce territoire. Il conserve au sud-est une tour carrée massive d'époque Renaissance (présence des armoiries des familles de Solages (1564) et de Montboissier), et un logis attenant de la même époque, mais fortement remanié au XVIIIe siècle. Les toitures sont en lauze. Les étages sont desservis par un escalier de bois dans l'ancienne tour Renaissance ainsi que par un large escalier à vis en pierre, logé dans une tour hexagonale, également de la même époque, accolée à la façade nord du logis. Cette tour est percée par trois fenêtres à traverse et meneau restaurées en 2014. L'entrée de cette tour (fin du XVe siècle) présente de grandes similitudes avec celle de l'église Saint-Maurice d'Anglars, sur la commune de Bertholène, sans sa porte d'origine en bois, et celle de la chapelle Saint-Affrique du Causse, toutes deux situées à quelques kilomètres du château.

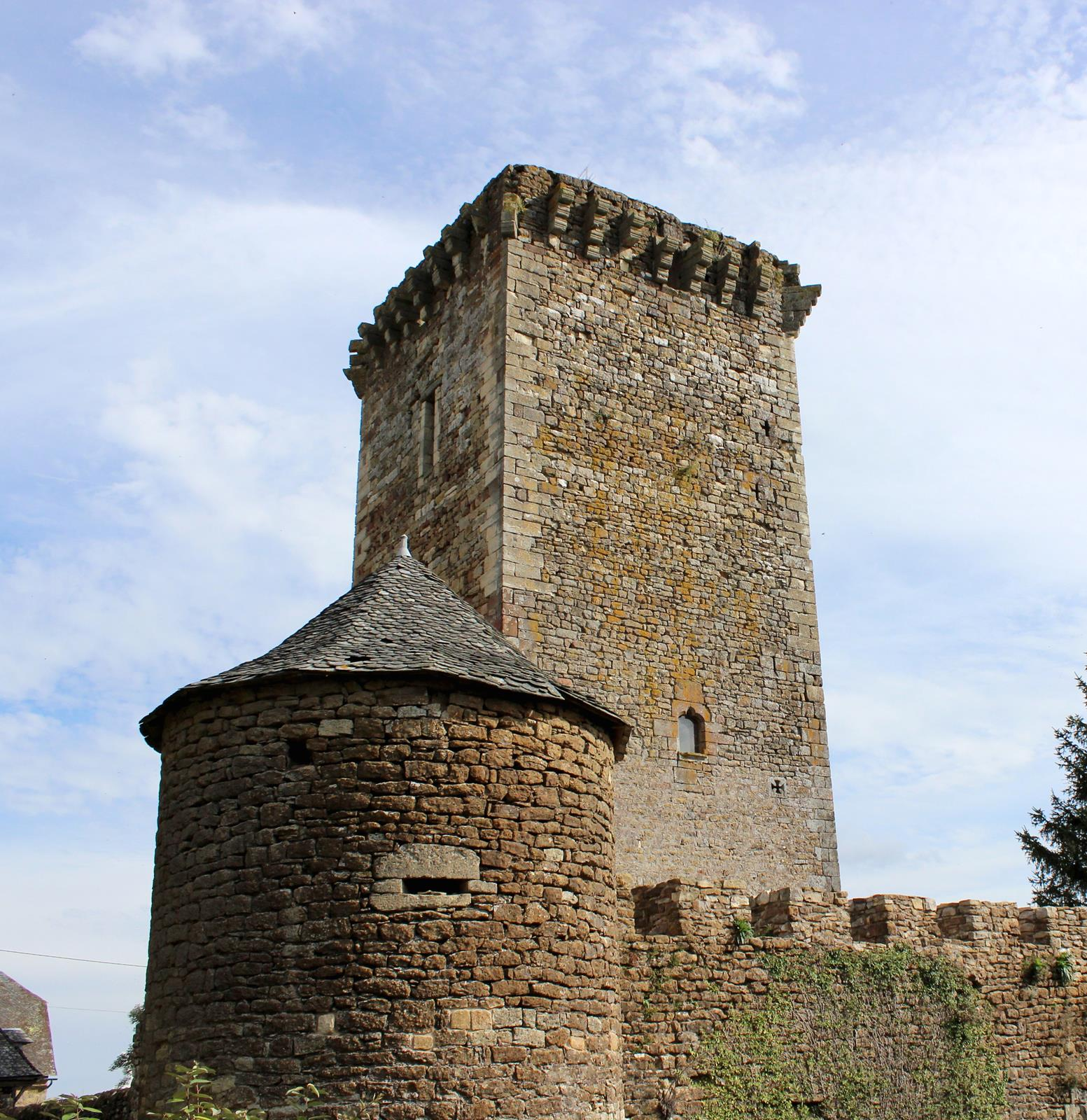
Le château de Tholet, dans le Rouergue, a été successivement un château fort médiéval, un manoir Renaissance, puis une ferme : ses trois usages successifs sont encore très lisibles dans l'architecture de la propriété.

À quelques mètres du logis principal qu'elle protège au nord, une tour seigneuriale carrée du XIVe siècle s'élève à 24 mètres, malgré la dépose du parapet et des mâchicoulis opérée volontairement dans la première partie du XXe siècle. Ce donjon, d'organisation classique avec six niveaux plus un chemin de ronde abrite au quatrième niveau une salle seigneuriale avec sa cheminée médiévale, ses fenêtres géminées et sa haute voûte en croisées d'ogives, à près de neuf mètres au-dessus du sol. L'étroit escalier à vis qui dessert le donjon sur toute sa hauteur est discrètement placé dans l'épaisseur des murs, qui atteint trois mètres à la base du bâtiment. Il est éclairé par des archères cruciformes de type templières, purement décoratives. Sur la façade nord de la tour, les anciennes latrines ont été arasées. Sur la façade sud, la porte d'entrée historique dans la tour se distingue nettement, à dix mètres au-dessus du sol environ, avec les restes d'un ancien pont-levis (culées, départ de la flèche). Les niveaux supérieurs (5 et 6), anciens appartements privés du baron de Tholet ont perdu leur plancher, mais demeurent accessibles. Les emplacements des placards, latrines, cheminées sont très lisibles et la vue s'étend vers la vallée de l'Aveyron et le massif forestier des Palanges.
L'ancien mur d'enceinte de forme presque rectangulaire est pratiquement complet ; il a toutefois subi les vicissitudes du temps ; une petite fraction dispose encore de créneaux. Ce mur présentait plusieurs tours de défense (dont des tours poivrières) édifiées à intervalles réguliers, à l'angle nord-ouest, à l'ouest et aux extrémités sud-est et sud-ouest du périmètre. De la tour située au nord-est ne demeurent que les fondations visibles au sol de la grange agricole qui l'a remplacée vers 1780. L'ancien fossé, dont on sait qu'il fut renforcé en 1386, demeure bien visible à l'ouest du château. Le fossé nord a en revanche été comblé.
L'accès actuel à la cour s'effectue en passant sous un petit porche pigeonnier du XIXe siècle venu remplacer l'entrée médiévale, lorsqu'un premier fermier installé à Tholet de 1748 à 1764 procéda à divers aménagements pour adapter le château à ses goûts et aux usages agricoles.

## Galerie

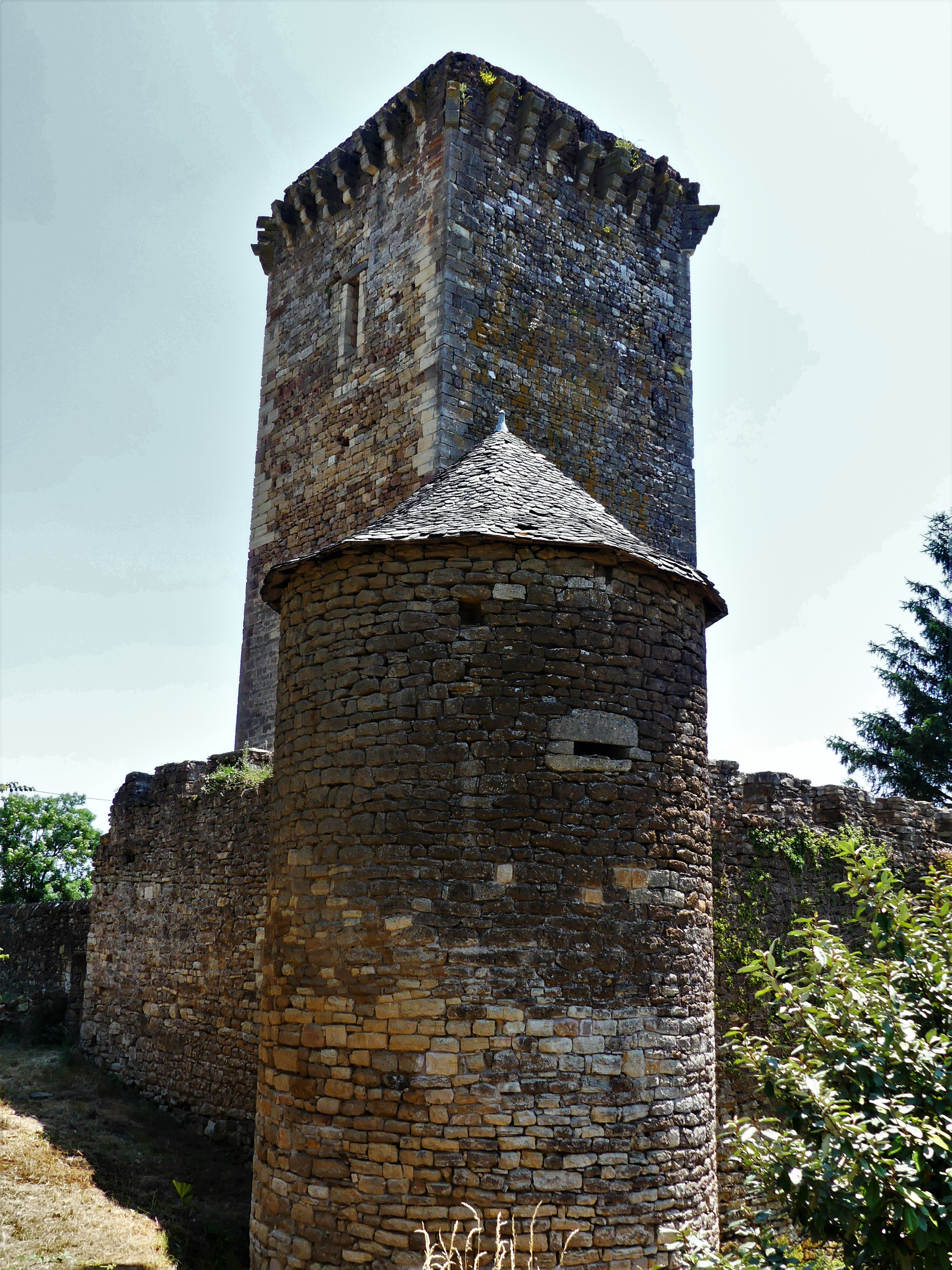
La tour d'angle nord-ouest et le donjon.
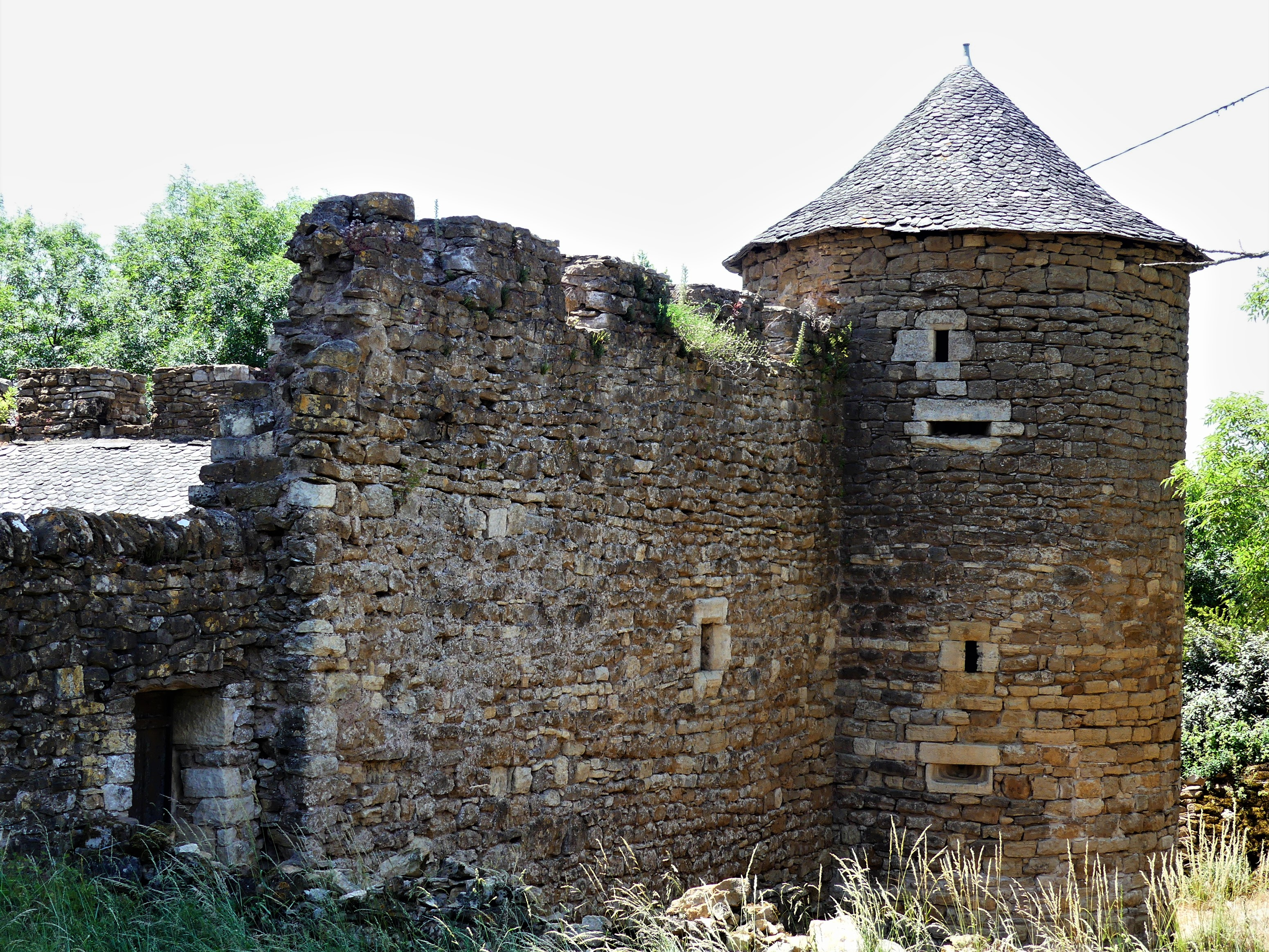
La tour d'angle nord-ouest.